# Cantón de Luc-en-Diois
El cantón de Luc-en-Diois era una división administrativa francesa, que estaba situada en el departamento de Drôme y la región de Ródano-Alpes.

## Composición
El cantón estaba formado por diecisiete comunas:
- Aucelon
- Barnave
- Beaumont-en-Diois
- Beaurières
- Charens
- Jonchères
- La Bâtie-des-Fonds
- Lesches-en-Diois
- Luc-en-Diois
- Miscon
- Montlaur-en-Diois
- Pennes-le-Sec
- Poyols
- Les Prés
- Recoubeau-Jansac
- Valdrôme
- Val-Maravel

## Supresión del cantón de Luc-en-Diois
En aplicación del Decreto nº 2014-191 de 20 de febrero de 2014, el cantón de Luc-en-Diois fue suprimido el 22 de marzo de 2015 y sus 17 comunas pasaron a formar parte del nuevo cantón de Duois.